# Marte o la verdad de la guerra
Marte o la verdad de la guerra es un libro de Émile-Auguste Chartier, más conocido como Alain, publicado en 1921, en el que el autor habla de su experiencia en la guerra. El autor es recordado por ser un pacifista radical que luchó en el periodo de entre-guerras para evitar la guerra. "Marte o la verdad de la guerra" son las reflexiones de un filósofo que vivió en carne propia la guerra.

## Sobre Alain
Alain fue el seudónimo que utilizó Émile-Auguste Chartier para publicar sus escritos. El filósofo y periodista nació en Mortagne el 3 de marzo de 1868. Era hijo de un cirujano veterinario de clase media baja. Murió el 2 de junio de 1951. Estudió en la Escuela Normal Superior, una de las más prestigiosas instituciones de enseñanza superior en Europa. De 1893 a 1933, Alain impartió clases de filosofía y literatura a nivel preparatoria, primero en Rouen y después en París, en el prestigioso Liceo de Henry IV. A su paso por el renombrado Liceo Henry IV, en 1909, dio clases a personajes que más tarde se convertirían en figuras importantes del ámbito intelectual francés como Simone Weil. También, tuvo influencia en otros jóvenes intelectuales como Raymond Aron y Georges Canguilhem, y quizá sobre toda una generación de intelectuales que pasaran por la Escuela Normal Superior. En 1914, a los 46 años, se enlistó voluntariamente al ejército como artillero. En 1917 fue desmovilizado.
El frente deja marcas imborrables en Chartier, un pie destrozado que lo hará cojear por el resto de su vida y una mirada más turbia hacia la vida. La guerra fue una experiencia traumática para el filósofo francés. Tras la Primera Guerra Mundial, Chartier regresa a su carrera de profesor y desarrolla, al paralelo, una ubérrima actividad periodística, que ya había comenzado unos diez años atrás pero que retoma con brío. Alain escribe principalmente en la forma de propos. Privilegia el uso de este género literario desde 1906 por lo que es considerada su forma característica de escribir. Los propos son un género al alcance de todo tipo de público, son textos cortos, con un estilo conciso y seductor, inspirados por sucesos de la vida diaria o de actualidad. Se dice que escribió más de cinco mil. Marte o la verdad de la guerra es un libro compuesto por ciento trece propos.

## La guerra en la cultura francesa delsigloXX[4]
La Primera Guerra Mundial fue recibida con entusiasmo por parte de la población francesa en 1914. Finalmente, los valores que se habían generalizado desde el principio de siglo, del honor, la virilidad, la valentía, el élan serían puestos a prueba en nombre de la patria. No obstante, la experiencia de la guerra (1914-1918) destrozó todas las representaciones de la guerra que se habían acuñado al principio del conflicto bélico, que ya no se trataba como un desafío sino como una catástrofe. Con representaciones se hace referencia a las producciones simbólicas que se hace una sociedad de un evento, en este caso, la guerra. La representación de la guerra tiene tres componentes: una representación del combate, otra del combatiente y finalmente, una del adversario. 
¿Cuáles eran representaciones de la guerra antes de la Primera Guerra Mundial? En la víspera de la guerra, el combate se presenta al imaginario colectivo tal como se ilustra en las imágenes de caballería de las Imágenes de Épinal, que eran dibujos con temática popular (Ilustración 1). El combate era defensivo, llevado a cabo en forma de asaltos que decidían la victoria o la derrota. Los manuales que educaban a los soldados les demostraban repetidas veces como el combate a la ofensiva era el más eficiente, trataban de desarrollar su arrojo, manipulando su orgullo y su virilidad. El Reglamento de las Maniobras de la Infantería de 1914, señalaba que las “cualidades primordiales del soldado francés” eran “el ardor y la valentía a toda prueba”. El élan (impulso vital, ímpetu) era la clave para el triunfo. Como se puede observar, esta idea del combate estaba asociada a un retrato moral del soldado, que debía aceptar valerosa y felizmente el deber de la guerra, tal como la canción popular de Le Clairon de Déroulède. Se elogia el sacrificio, la muerte por el país es la belle mort (bella muerte), que Péguy y Victor Hugo, entre otros, elogian. Esta representación del soldado (ligada a la del combate) se mezcla con la idea del sitio, representación heredada del asedio de París de 1870-1871, del que se derivan representaciones de resistencia armada de la población civil. La representación del adversario, en este caso los alemanes, se mezcla con la de los prusianos (que protagonizaron el sitio de París en 1870). La imagen del alemán se identifica con los relatos de las atrocidades de 1870, en los libros de historia y en los medios de comunicación se difunden imágenes crudas de violencia extrema protagonizadas por los soldados alemanes.
Las representaciones durante la guerra evidencian la discordancia entre la realidad del combate moderno y las imágenes obsoletas e ingenuas de la víspera de la guerra. Las ideas anteriores son destruidas por la experiencia, aunque no completamente. Antoine Prost señala que en algunos relatos de soldados aún se pueden escuchar los ecos de aquellos lugares comunes de las viejas representaciones. Sin embargo, los estereotipos no se sostienen por mucho tiempo. Pronto empiezan las denuncias, se habla de “lavados de cerebro” (bourrages de crâne), los diarios de los soldados en las trincheras utilizan las palabras antes usadas para elogiar la lucha con ironía, con un significado contrario al que antes se le había dado. Era claro que las viejas representaciones de la guerra eran incongruentes con la realidad que estaban viviendo los soldados de la Gran Guerra. En cuanto a la idea del adversario también sufre un cambio radical, los soldados alemanes ya no son bárbaros, para los jóvenes franceses de las trincheras, el personaje del adversario adquiere ciertas características de ellos mismos, apoltronados en las trincheras, agobiados por el hambre y la sed, con la presencia cercana de la muerte.
Las representaciones de la guerra en el periodo entre las dos guerras se derivan directamente de la experiencia de los combatientes que regresaron de la guerra. Este cambio se da de forma progresiva. En el inicio de los años 1920, las viejas representaciones de la guerra persisten, pero se van deslavando, con los relatos de los numerosos sobrevivientes de la guerra, que constituyen el 45.5 % de los hombres de 20 años o más en 1920, y el 45 % en 1930. A pesar de la disminución de su proporción en la población, las viejas generaciones de la víspera de la guerra fueron remplazadas por las de aquellos que fueron criados durante o después de la guerra, por lo que las nuevas representaciones se generalizan. La representación del adversario se humanizó, aunque las imágenes de las atrocidades no desaparecieran. Los alemanes siguen siendo el enemigo, pero con un rostro más humano y menos bárbaro, son soldados parecidos a sus homónimos franceses, pero con una disciplina, una sumisión reprobable.
La imagen del combate es ahora la de las trincheras, una realidad que se difunde ampliamente a través de la literatura, las caricaturas, la educación e incluso el turismo. Las escenas de las trincheras retoman ciertos elementos de la imagen del sitio, debido a las malas condiciones que se viven: la suciedad, el hambre, la sed, las ratas.
Las viejas representaciones del combate, las de las coloridas ilustraciones d’Épinal quedan descreditadas. El arrojo, la ofensiva, el asalto se ven como estrategias asesinas e inútiles. Además, la idea de combate pierde algo de su lirismo, de su tono épico, en el que la muerte era un accesorio casi poético. La guerra es morir y matar. La muerte toma el centro de la escena. En los relatos de guerra se utilizan palabras como carnicería, matanza, horror. Este nueva representación se construye a través de las historias de los soldados desmovilizados, pero también de forma activa en todos los rituales que conmemoran a los muertos. Se erigen monumentos en cada pueblo, recordando a sus muertos. Se visitan los cementerios militares. El Ossuaire de Douaumont es un buen ejemplo de esto, en aquel claustro se resguardan los restos de los soldados, tanto franceses como alemanes, que estaban tan destrozados que fue imposible identificarlos. El terror de la guerra marcó profundamente a la población francesa de la entre-guerra, lo que se demuestra por la disminución de la tasa de natalidad de esos años. 
De esta representación siniestra de la guerra se deriva un cambio en la representación del soldado. Antoine Prost observa este cambio en la transformación del lenguaje oficial, en el que las viejas imágenes del soldado, combatiente valeroso y feliz de salir en la defensa de su patria, dejan de aparecer en los discursos oficiales. Prost toma como ejemplo el discurso del Mariscal Pétain en la inauguración del Ossuaire de Douaumont. El mariscal describe a los soldados caídos como hombres del pueblo, seres terrenales con virtudes y defectos, que deseaban volver a sus pueblos, hogares y personas amadas, que luchan al cansancio, sin doblegarse pero sin entusiasmo. Los viejos valores que se enseñaban a los soldados son criticados. Alain, en Marte o la verdad de la guerra, hace una crítica fuerte a estos valores por lo que su libro es una de las obras claves del pacifismo y el antimilitarismo francés de la entre-guerra.

## Marte o la verdad de la guerra
Durante su primer periodo de licencia en 1916, Chartier termina el primer proyecto de un libro sobre la guerra, al que nombró Des quelques-unes des causes réelles de la guerre entre nations civilisées. Sin embargo, el libro permanecerá mucho tiempo sin publicarse, debido a las dudas de las casa editoriales. En 1919, Alain hace una revisión de su escrito de la que se deriva el libro Mars ou la guerre jugée. Su primera publicación es en 1921, pero en 1936 hay una reedición en la que se agregan veinte nuevos propos, escritos durante los siguientes diez años de la primera edición. El libro de 1936 está compuesto por 113 propos:

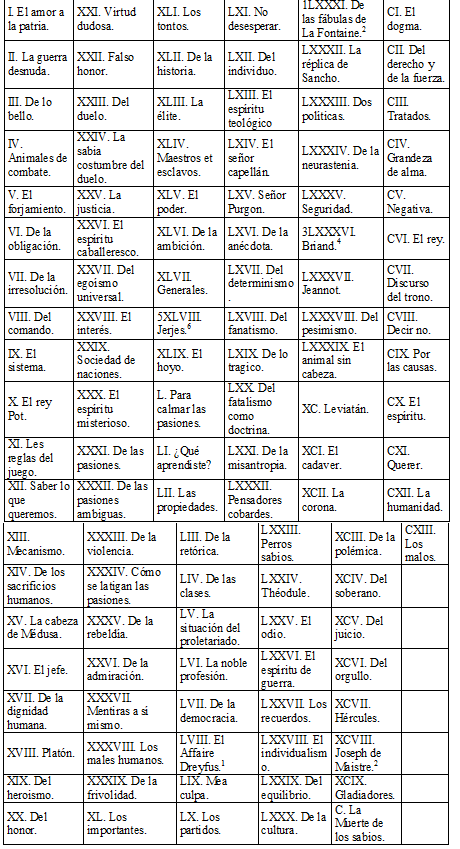
Títulos de los 113 capítulos de Marte o la verdad de la Guerra traducidos

En su prefacio Alain señala: “… esbozo aquí el rostro ambiguo de Marte, dios de la guerra… Aquí está el monstruo en pedazos, pero reconocible, si es que he sabido reunir, aquí y allá, sus rasgos…en poesía corta.” Es difícil condensar todas las ideas contenidas en el libro. Marte o la verdad de la guerra es un análisis riguroso de su experiencia en la guerra. Una denuncia de las pasiones que la causan y que despierta, también, de la realidad que crea. Una realidad donde se desnuda el poder absoluto, donde las relaciones entre los oficiales y los soldados no se diferencian de la del amo y el esclavo. Un sistema mortal e inútil, donde las pasiones como la cólera y la ambisción por el poder utilizan las virtudes como medio de manipulación. Eso es el arte militar. Las dimensiones del libro son diversas, sin embargo, nos remitiremos a dos en específico: la guerra y los soldados y la guerra, el poder y las pasiones.

### La guerra y los soldados
Esta es la dimensión más discutida en el libro. Alain denuncia las mentiras detrás de las viejas ideas de la guerra. Señala que el amor a la patria no es suficiente para partir al combate y encarar la muerte, hay otros sentimientos que sostienen e inflaman la acción militar, cultivados por el arte militar. Este “arte” consiste en gobernar a los hombres a través de sus pasiones. Lo bello de los desfiles militares, con sus tropas disciplinadas, causa entusiasmo en los que lo observan. Un entusiasmo que es estético, más que ideológico. Para Alain, “lo militar es esencialmente estético”, es un arte popular, que hace olvidar todo lo que se vislumbra de las reflexiones solitarias. Los jóvenes son separados de sus familias, empapados por estas ceremonias, y sumergidos en un mundo de jerarquías, donde ellos no son nada, se les humilla reduciéndolos a animales de combate. Se convierten en el medio y el material de un poder distante. Los jóvenes abrigan y alimentan el rencor por las humillaciones y es ese amasijo de ideas de venganza lo que los impulsa en el campo de batalla, su valentía. 
En la guerra, los soldados son forjados como hierro a golpes de martillo, con trabajo continuo y disciplina inflexible, que no dan espacio a la libertad, que anestesian al soldado. El deber militar es una mentira. Muchos no estarían ahí en tales condiciones, y es un mito que todos los soldados se queden en el frente tan sólo sostenidos por el amor a la patria, también hay coerción. Los desertores son castigados con la muerte. Los capitanes no son los guías amados, son los amos y los soldados son tratados como esclavos. “Hay que ver la guerra como lo que es. No hay que decir que el amor a la patria y el espíritu impulsaran al hombre tan lejos como el límite absoluto de sus fuerzas. Por lejos que vaya la coerción lo impulsara más lejos, así se logra que el soldado dé de si el cuarto de hora que está más allá de lo que le es posible”. El recurso de la guerra es la explotación de los soldados a través de su honor, la dignidad que azuza como un caballo al que se quiere hacer galopar con más fuerza, por lo que Alain señala que “Es la virtud la que va a la guerra”.

### La guerra, el poder y las pasiones
Además del poder autoritario que se observa en las relaciones de los soldados con sus oficiales, la guerra también permite que el poder se haga más asimétrico y autoritario en la sociedad y en el Estado, en la retaguardia. “La guerra comienza justamente donde la prudencia y el sentido común se detienen”. Revela el poder más puro, “el poder desnudo que no admite discusión ni negativa ni ira, pues coloca al hombre entre la obediencia inmediata o la muerte inmediata.” La guerra es el resultado de la ambición, más que del odio. “Todo poder ama la guerra” porque es ahí cuando el poder es más absoluto. Los que son responsables de la guerra, los hombres de estado, los poderosos, miran desde lejos, son testigos de un duelo que ellos mismos provocaron, pero en el que pelean a muerte otros que no son ellos. Las élites desean la guerra porque encuentran en el orden constreñido que se establece enormes ventajas. Alain dice: “Aprendí que todo poder piensa continuamente en su conservación, en afirmarse, extenderse, y que esta pasión de gobernar es sin duda la fuente de todos los males humanos. No es que el esclavo se vuelva más malo, al contrario, aprende a dominar las agitaciones del orgullo y se acerca a pesar suyo a la feliz igualdad. Pero el amo sí se vuelve malvado en el ejercicio del poder absoluto. Primero, porque toma a sus inferiores como instrumentos y herramientas. Malvado por la cólera que le arruina el estómago. Y, además, en mi opinión todos los sentimientos guerreros emergen de la ambición, no del odio; hasta el grado de poder más alto se encontraría en situación de dependencia si la guerra o la amenaza de guerra no impusieran obediencia. De forma que todo poder ama la guerra, la busca, la anuncia y la prolonga… Ahora, con la experiencia del esclavismo, sostengo que hay que reducir los poderes de toda especie, sin importar los inconvenientes secundarios, si queremos la paz.” La guerra, para Alain, es un cuerpo cuya cabeza decide los movimientos de las extremidades pero es incapaz de sentir su dolor. Frente a esto, el fin último del autor es llamar a la gente a buscar la paz ante todo, porque la guerra es la peor catástrofe que puede ocurrir. Alain llama a decir no, y si el no es imposible, participar pero no consentir.

### Plus jamais ça! (Nunca más eso)
En Francia, antes de la década de 1930, el pacifismo está lejos de ser universal, está encapsulado en el medio intelectual y en la literatura. Es el pacifismo de Alain que se niega a creer que la guerra es ineluctable. Entre 1925 y 1930, todas las corrientes, a excepción de la derecha nacionalista y la izquierda radical, se alían en el apoyo de un pacifismo de seguridad colectiva, humanitario. Este movimiento se ve impulsado por las asociaciones de soldados desmovilizados, quienes defienden las ideas pacifistas bajo el grito de Plus jamais ça!.Este apoyo permite que se difundan cada vez más el pacifismo.
Sin embargo, un mismo ideal enmascara grandes diferencias entre los pacifistas, por lo que hasta 1930, el movimiento no logró difundirse en la sociedad francesa. No obstante, la subida al poder de Hitler y el fracaso de la Conferencia de desarme naval de Ginebra (1927) sirven como un alicate para la propagación del pacifismo. Sin embargo, esta difusión se detiene en 1938. Para 1939, son pocos los que siguen creyendo, como Jean Giono, que la guerra se puede evitar. La mayoría se da cuenta de que las esperanzas avivadas por el pacifismo no son más que ilusiones. Las concesiones a las provocaciones alemanas no lograron desviar el camino hacia la guerra